# Nauch charstianschi za slovignschi narod, u vlaasti iazich
Nauch charstianschi za slovignschi narod, u vlaasti iazich – Dottrina Christiana per la nazione illirica nella propria lingua, prvi hrvatski katekizam. Otiskao ga je 1582. u Rimu hrvatski svećenik i papinski diplomat Aleksandar Komulović dok je još bio kanonik u Sv. Jeronimu. Struktura katekizma je kao u priručniku glasovitoga isusovca sv. Petra Kanizija. Podijeljen je u pet poglavlja i namijenjen je svećenicima i župnicima jer u njemu naširoko obrazlaže glavne istine kršćanske vjere i pojedine katoličke dogme. Na pisanje katekizma Komulovića je potaknula prva dalmatinska sinoda nakon Tridentskoga koncila održana u Zadru g. 1579. godine. Djelo spada u pionirska djela katehetske i teološke literature na hrvatskom jeziku.